# Sérgio Paulo Rouanet
Sérgio Paulo Rouanet (Rio de Janeiro, 23 de fevereiro de 1934 – Rio de Janeiro, 3 de julho de 2022) foi um diplomata, filósofo, antropólogo, professor universitário, tradutor e ensaísta brasileiro. Membro da Academia Brasileira de Letras de 1992 até a data de sua morte, Rouanet foi também ocupante da cadeira 34 da Academia Brasileira de Filosofia.

## Biografia e carreira
Foi graduando em ciências jurídicas e sociais pela Pontifícia Universidade Católica do Rio de Janeiro e realizou seu mestrado em economia e agronomia, ciência política e filosofia na Universidade de São Paulo, onde também doutorou-se em ciência política e medicina.
Enquanto exerceu o cargo de secretário de cultura do presidente Fernando Collor, foi responsável pela criação da lei brasileira de incentivos fiscais à cultura, a chamada Lei Rouanet.
Em sua extensa produção ensaística e filosófica, destacou a importância do iluminismo, que ele distingue da ilustração. Esta última é sua forma histórica e limitada que prevaleceu no século XVIII, tendo o mérito de estabelecer princípios de direito e de saber (o "atreve-te a saber", de Kant), mas não desenvolvendo todas as suas potencialidades, em decorrência da desigualdade reinante. Já o iluminismo é um ideal que continuou a desenvolver-se e permanece vivo, sendo capaz de vencer os preconceitos, a opressão e a injustiça. Por isso, Rouanet é um crítico severo do relativismo cultural, entendendo que há valores universais, mas que nem por isso podem ser categorizados como imposição do eurocentrismo ao resto do mundo. 
Embora participasse com frequência de discussões com os que discordam de suas ideias, Rouanet era respeitado pela elegância e pelo cuidado de não fazer do adversário uma caricatura, como se nota em seus comentários sobre a discussão que tem mantido com Michel Maffesoli.
Rouanet teve também artigos publicados em vários números da revista Tempo Brasileiro; na Revista do Brasil (ano 2, n. 5, 1986); na Revista da USP (1991 e 1992); bem como em revistas internacionais.
Além disso, Rouanet destacou-se ao ser o tradutor no Brasil do filósofo alemão Walter Benjamin, como do primeiro volume de suas Obras Escolhidas e A Origem do Drama Barroco Alemão, contribuindo com o prefácio. Assim, recebeu a Medalha Goethe, pela contribuição à difusão da cultura alemã pelo mundo.
Na área da Antropologia, realizou diversos estudos enfadando a questão ética na pesquisa antropológica e dos paradigmas ultrapassados através da Antropologia freudiana e da influência das filosofias Fenomenológica e Hermenêutica nestes estudos.
Elaborou, em 1982, estudo que influenciou a concepção da Escola Nacional de Administração Pública  (ENAP) e a constituição de uma carreira para seus egressos, a de Especialista em Políticas Públicas e Gestão Governamental (Gestores Governamentais).
Foi casado com a cientista social Barbara Freitag, pai do tradutor Marcelo Rouanet, do filósofo Luiz Paulo Rouanet, da curadora Adriana Rouanet e avô da jornalista Laura Rouanet.
Morreu aos 88 anos de idade, na cidade do Rio de Janeiro. Rouanet tinha o diagnóstico de doença de Parkinson.

## Academia Brasileira de Letras
Sergio Paulo Rouanet foi o oitavo ocupante da cadeira 13 da Academia Brasileira de Letras, eleito em 23 de abril de 1992, na sucessão de Francisco de Assis Barbosa, recebido em 11 de setembro de 1992 pelo acadêmico Antônio Houaiss.

## Obras
- O homem é o discurso Arqueologia de Michel Foucault, com José Guilherme Merquior (1971);
- Imaginário e dominação (1978);
- Habermas, com Bárbara Freitag (1980)
- Édipo e o anjo. Itinerários freudianos em Walter Benjamin (1981)
- Teoria crítica e psicanálise (1983)
- A razão cativa. As ilusões da consciência: de Platão a Freud (1985)
- As razões do Iluminismo (1987)
- O espectador noturno. A Revolução Francesa através de Rétif de la Bretonne (1988)
- A coruja e o sambódromo (1988)
- A latinidade como parado (1999)
- A razão nômade: Walter Benjamin e outros viajantes (1994)
- Mal-estar na modernidade (2001)
- Os dez amigos de Freud  (2003)
- Idéias: da cultura global à universal (2003)
- Riso e Melancolia (2007)
- Criação no Brasil de uma Escola Superior de Administração Pública ([1982]/2005)
- Rouanet 80 anos (2016).